# الکساندرا شیپ
الکساندرا شیپ (انگلیسی: Alexandra Shipp؛ زادهٔ ۱۶ ژوئیهٔ ۱۹۹۱) یک هنرپیشه اهل ایالات متحده آمریکا است. وی از سال ۲۰۰۹ میلادی تاکنون مشغول فعالیت بوده‌است. از فیلم‌هایی که وی در آن نقش داشته می‌توان به مستقیم از کامپتن و ایفای نقش شخصیت اورورو مونرو / استورم در مردان ایکس: آپوکالیپس و مردان ایکس: دارک فینکس و نقش آلیا در آلیا: شاهدخت آر اند بی اشاره‌کرد.

## فیلم‌شناسی
| نام فیلم                   | سال  | نقش                   |
| -------------------------- | ---- | --------------------- |
| آلوین و سمورچه‌ها: اسکوئیکل | ۲۰۰۹ | والنتینا              |
| مستقیم از کامپتن           | ۲۰۱۵ | کیمبرلی وودراف        |
| مردان ایکس: آپوکالیپس      | ۲۰۱۶ | اورورو مونرو / استورم |
| دخترهای تراژدی             | ۲۰۱۷ | مک‌کایلا هوپر          |
| رفیق                       | ۲۰۱۸ | آملیا                 |
| با عشق، سایمون             | ۲۰۱۸ | ابی سوسو              |
| مردان ایکس: دارک فینکس     | ۲۰۱۸ | اورورو مونرو / استورم |
| شفت                        | ۲۰۱۹ | ساشا آریاس            |
| جکسی                       | ۲۰۱۹ |                       |
| اعجوبه فضایی               | ۲۰۲۲ |                       |
| نیمه خوب                   | ۲۰۲۳ |                       |